# André Green
André Green (12 de marzo de 1927, El Cairo - 22 de enero de 2012, París) fue un notable psicoanalista francés.

## Biografía
Estudió medicina, especializándose en psiquiatría, en la facultad de medicina parisiense, trabajando en varios hospitales. En psiquiatría fue discípulo de Henry Ey. Fue parte de la brillante tercera generación del psicoanálisis francés. Realizó su análisis con Maurice Bouvet. En 1960 fue invitado personalmente por Jacques Lacan a asistir a su seminario, al mismo tiempo que a participar de un pequeño grupo de estudio que dicho autor animaba sobre la articulación de la teoría lacaniana con la práctica psicoanalítica. En 1967 se distanció del autor de los Escritos, al igual que la mayoría de sus primeros y principales discípulos, cómo J.Laplanche, J.B.Pontalis, P.Aulagnier, G.Rosolato, D.Anzieu, etc. Con estos y otros autores de su misma generación inauguraron un innovador movimiento “post-lacaniano”, freudiano, anti-dogmático, pluralista. En este contexto participó del comité editor de la Nouvelle  Revue de Psychanalyse (1970/1994) dirigida por J.B.Pontalis, que se destacará por difundir -e introducir una lectura novedosa de- la obra de D.W.Winnicott (y de otros autores anglosajones). Por otra parte se interesó por el pensamiento de W.Bion con quien mantuvo una relación personal e intelectual desde 1971. 
En 1965, después de haber finalizado su formación como psicoanalista, Green entró a formar parte como miembro de la Sociedad Psicoanalítica de París, de la cual fue presidente desde 1986 hasta 1989. Desde 1975 hasta 1977 fue vicepresidente de la Asociación Psicoanalítica Internacional, y desde 1979 hasta 1980 profesor en el Colegio de la Universidad de Londres. Recibió el título de profesor honorario de la Universidad de Buenos Aires en 1996. En 2004 se realizó un Coloquio Internacional de Cerisy (Francia) dedicado a su obra, con su participación, dirigido por Fernando Urribarri y Francois Richard.  
André Green fue autor de numerosos libros sobre la teoría y práctica del psicoanálisis, así como sobre crítica psicoanalítica del arte y la cultura. Reconocido mundialmente por su original estudio de los casos límites y las estructuras no-neuróticas, devino desde la publicación de “Ideas directrices para un psicoanálisis contemporáneo” (2002) el principal impulsor y referente del proyecto de un “nuevo paradigma“ contemporáneo, para superar la crisis de las Escuelas post-freudianas, y poder dar respuesta a los desafíos teóricos y clínicos específicos del malestar actual.

## Obra
- Del pensamiento clínico al paradigma contemporáneo. Conversaciones, con Fernando Urribarri, Amorrortu, 2017. ISBN 9789505182589.
- Pensar el psicoanálisis, con Bion, Lacan, Winnicott, Laplanche, Aulagnier, Anzieu, Rosolato, editado y prologado por Fernando Urribarri, Amorrortu, 2016. ISBN 9789505182930.
- La clínica psicoanalítica contemporánea, editado y prologado por Fernando Urribarri. Amorrortu, 2015. ISBN 9789505182800.
- ¿Por qué las pulsiones de destrucción o de muerte? con prólogo de Fernando Urribarri, Amorrortu, 2011. ISBN 9789505182473.
- El pensamiento clínico. Amorrortu, 2010. ISBN 9789505181407.
- La pulsión de muerte. Amorrortu, 2008. ISBN 9789505181223.
- Jugar con Winnicott. Amorrortu, 2008. ISBN 9789505181216.
- Ideas directrices para un psicoanálisis contemporáneo: desconocimiento y reconocimiento del inconsciente. Amorrortu, 2005. ISBN 9789505181124.
- La causalidad psíquica: entre naturaleza y cultura. Amorrortu, 2005. ISBN 9789505181100.
- La diacronía en psicoanálisis. Amorrortu, 2002. ISBN 9789505180998.
- El tiempo fragmentado. Amorrortu, 2001. ISBN 9789505180936.
- La nueva clínica psicoanalítica y la teoría de Freud. Amorrortu, 2001. ISBN 9789505185337.
- Las cadenas de eros. Amorrortu, 1997. ISBN 9789505180707.
- La metapsicología revisitada. EUDEBA, 1996. ISBN 9502306332.
- El lenguaje en el psicoanálisis. Amorrortu, 1995. ISBN 9789505185467.
- El trabajo de lo negativo. Amorrortu, 1994. ISBN 9789505185542.
- El complejo de castración. Paidos, 1992. ISBN 9501241629.
- De locuras privadas. Amorrortu, 1990. ISBN 9789505185115.
- Narcisismo de vida, narcisismo de muerte. Amorrortu, 1986. ISBN 9789505184781.
- La concepción psicoanalítica del afecto. Siglo XXI, 1975.
  - Reeditado como: El discurso vivo: una concepción psicoanalítica del afecto. Promolibro, 1998. ISBN 9788479862558.

Sobre André Green
- Duparc, François. André Green. Madrid: Biblioteca Nueva, 1999. ISBN 9788470306570